# Njoammeljávrre
Njoammeljávrre, enligt tidigare ortografi Njåmmeljaure, är en sjö i Jokkmokks kommun i Lappland och ingår i Luleälvens huvudavrinningsområde. Sjön har en area på 3,4 kvadratkilometer och ligger 550,1 meter över havet. Njoammeljávrre ligger i Padjelanta Natura 2000-område. Sjön avvattnas av vattendraget Njoammeljåhkå.

## Delavrinningsområde
Njoammeljávrre ingår i det delavrinningsområde (749969-152756) som SMHI kallar för Utloppet av Njåmmeljaure. Medelhöjden är 699 meter över havet och ytan är 41,79 kvadratkilometer. Räknas de 9 avrinningsområdena uppströms in blir den ackumulerade arean 95,08 kvadratkilometer. Njoammeljåhkå som avvattnar avrinningsområdet har biflödesordning 4, vilket innebär att vattnet flödar genom totalt 4 vattendrag (Varggá, Vuojatädno, Stora Luleälv, Luleälven) innan det når havet efter 398 kilometer. Avrinningsområdet består mestadels av kalfjäll (74 procent). Avrinningsområdet har 3,41 kvadratkilometer vattenytor vilket ger det en sjöprocent på 8,2 procent. Delavrinningsområdet täcks till 13,63 procent av glaciärer, med en yta av 5,7019 kvadratkilometer.

## Tillflöden
- Det största tillflödet är Miehtjerjåhkå som avvattnar området norr om Njoammeljávrre. Det vattendraget utgör ett hinder för vandrare vid högre än normal vattenföring.
- I väster finns tillflödet Tjåhkkuljåhkå som får sitt vatten från Tjåhkkuljávrre i Norge.
- I söder mynnar Gájtsasjjåhkå vars avrinningsområde till större delen ligger på berget Hurre i Norge.

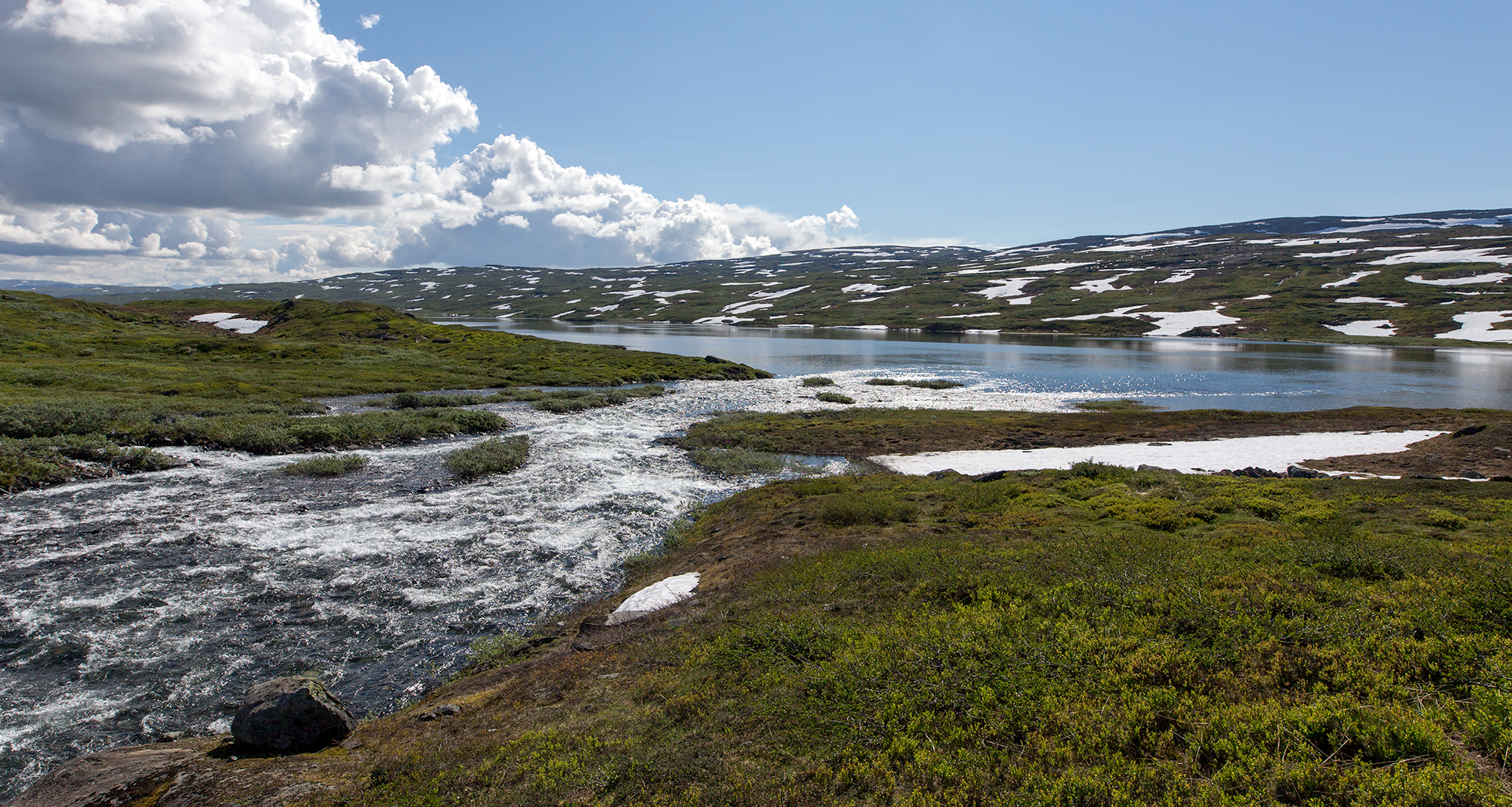
Tillflödet Miehtjerjåhkå var inte möjlig att vada på grund av att mängden snö dragit ut på vårfloden.
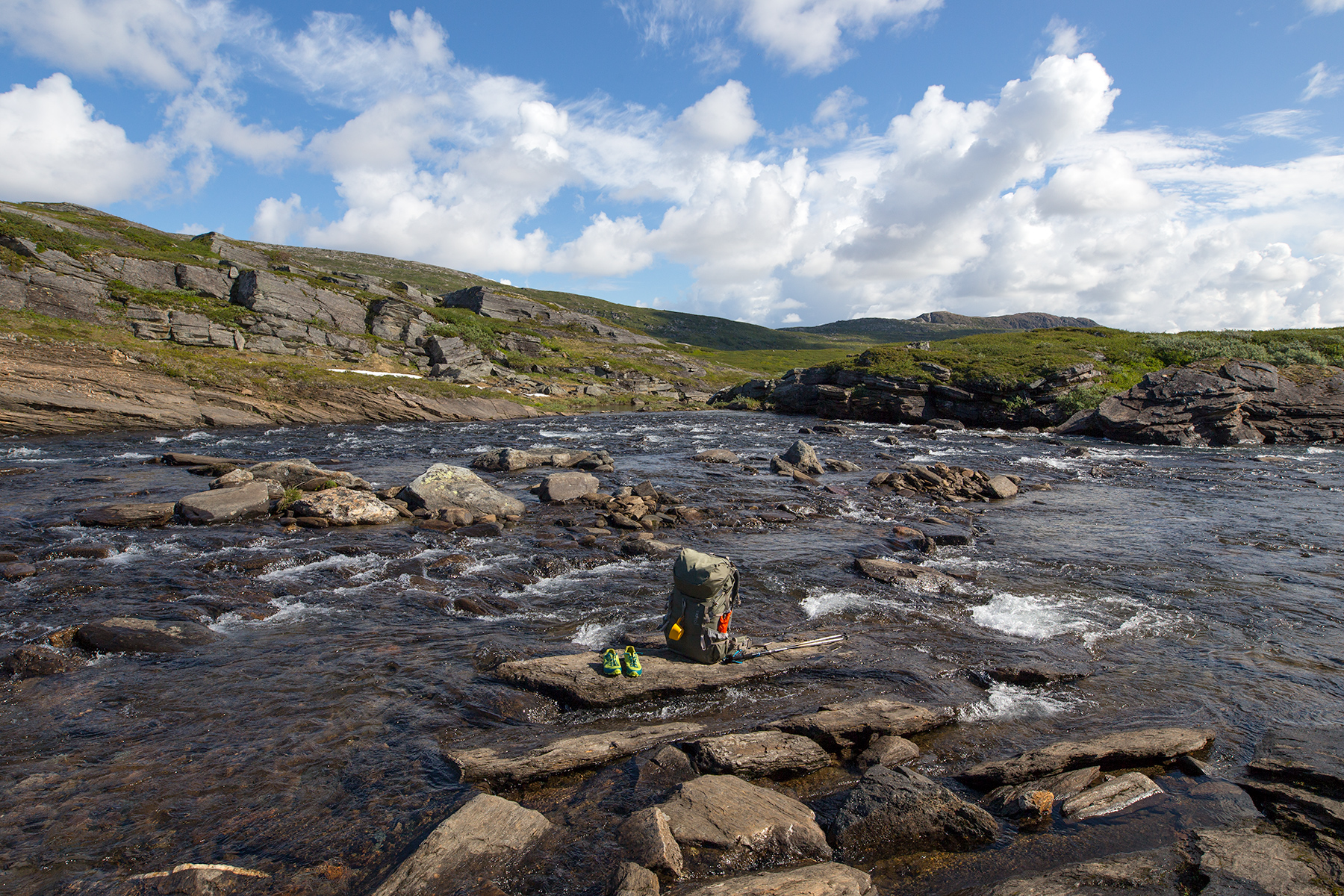
Tillflödet Tjåhkkuljåhkå kommer från Norge.
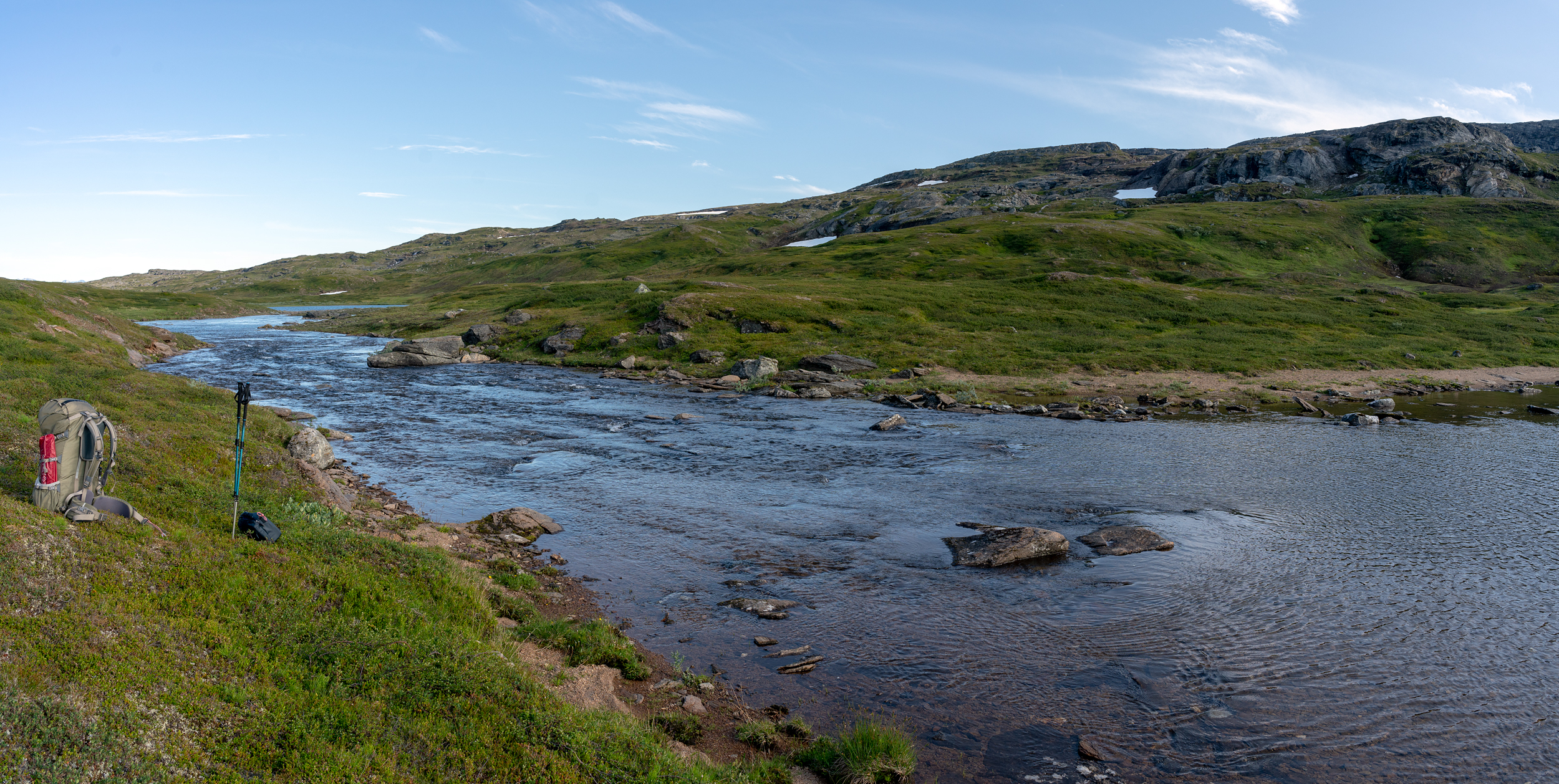
Tillflödet Gájtsasjjåhkå vid utloppet från Gájtsasjjávrre.